# Красный съезд
Кра́сный съезд (бывший Семёновский съезд) — улица в центральной части города Ярославля. Лежит между Красной площадью и Волжской набережной. Нумерация домов ведётся от Волжской набережной. Улица состоит из двух параллельных дорог, соединяющих площадь с верхним и с нижним ярусами Волжской набережной.

## История
Семёновский овраг с древности служил одним из съездов к Волге с высокого берега, на котором располагался Ярославль. Около съезда располагались пристани и переправа в Тверицы, откуда начинались дороги на Кострому и Вологду. При возведении укреплений Земляного города овраг стал началом глубокого рва, прорытого большой дугой от Волжского берега до Которосльного. Название оврага и съезда происходит от располагавшейся рядом древней Семёновской церкви.
Верхняя часть улицы была проложена при перестройке города по регулярному плану 1778 года. В 1820-е годы в ходе благоустройства Волжской набережной по инициативе губернатора Александра Безобразова Семёновский овраг выпрямили, съезд сделали отлогим и перекинули через него каменный мост. В результате Семёновский съезд приобрёл современные очертания.
В сентябре 1924 года Семёновский съезд переименован советскими властями в Красный с целью идеологизации.

## Здания
- № 4а — Бывший дом Кудасова[3]
- № 6 — Бывший дом Гнуздева, построенный в 1878 году[4]
- № 8 — Бывшая богадельня Вахрамеева, возведенный в 1883 году[5]

- Бывший дом Кудасова (№ 4а)
- Бывший дом Гнуздевых (№ 6)
- Бывшая богадельня Вахрамеева (№ 8)